# 飯田庸太郎
飯田 庸太郎（いいだ ようたろう、1920年（大正9年）2月25日 - 2002年（平成14年）9月9日）は日本の実業家、元三菱重工業社長・会長。元経済団体連合会副会長。三重県出身。

## 略歴
- 1943年（昭和18年） - 東京帝国大学第一工学部卒業、三菱重工業に入社。原動機第一技術部長などを歴任。
- 1977年（昭和52年） - 同社代表取締役に就任。
- 1981年（昭和56年） - 同社代表取締役常務に就任。
- 1983年（昭和58年） - 同社代表取締役副社長に就任。
- 1985年（昭和60年） - 同社代表取締役社長に就任。
- 1989年（平成元年） - 同社代表取締役会長に就任。
- 1990年（平成2年） - 経済団体連合会副会長に就任。
- 1992年（平成4年） - 勲一等瑞宝章受章[1]。
- 1994年（平成6年） - 行政改革委員会委員長に就任。
- 2002年（平成14年）9月9日 - 心不全のため、横浜市港北区の病院で死去、82歳。
- その他、三菱原子燃料・三菱自動車工業・新菱重機・日本鋳鍛鋼各取締役、日本原燃産業監査役などを歴任した。